# Antonino Domingo Costa
Antonino Domingo Costa war ein uruguayischer Politiker.
Er gehörte der Asamblea Constituyente y Legislativa del Estadio Oriental (1828–1830) für Paysandú an, eines von zu der damaligen Zeit nur neun Departamentos des noch jungen Staates. Costa saß in der 2. Legislaturperiode als Abgeordneter für das Departamento Canelones in der Cámara de Representantes. Dort hatte er 1836 die Kammerpräsidentschaft inne. In der folgenden Legislaturperiode nahm er sodann einen Platz im Senat als Vertreter Canelones' ein, die am 15. Juni 1838 endete. Ab dem 6. Februar 1852 rückte er als Stellvertreter erneut in den Senat und hatte dort 1853 die Position des Zweiten Senatsvizepräsident inne.

## Zeitraum seiner Parlamentszugehörigkeit
- 17. Februar 1834 – 14. Februar 1837 (Cámara de Representantes, 2.LP)
- 14. Februar 1837 – 15. Juni 1838 (Cámara de Senadores, 3.LP)
- 6. Februar 1852 – 15. Juli 1853 (Cámara de Senadores, 6.LP)